# Dmitri Georgijewitsch Gorschkow
Dmitri Georgijewitsch Gorschkow (russisch Дмитрий Георгиевич Горшков; * 29. April 1967 in Moskau) ist ein ehemaliger russischer Wasserballspieler, der bei Olympischen Spielen eine Silbermedaille und zwei Bronzemedaillen gewann. Hinzu kamen zwei Bronzemedaillen bei Weltmeisterschaften.

## Karriere
Der 1,80 m große Außenspieler war in seiner Karriere bei ZSKA Moskau aktiv, spielte aber zeitweise auch in Italien bei Florenz.
1992 spielte er bei den Olympischen Spielen 1992 für das Vereinte Team aus der GUS. Sein einziges Tor erzielte er im Vorrundenspiel gegen Deutschland. Im Halbfinale unterlag die Mannschaft den Italienern mit 8:9. Das Spiel um den dritten Platz gewannen die Spieler des Vereinten Teams gegen die Mannschaft aus den Vereinigten Staaten.
Ab 1993 spielte Gorschkow in der russischen Nationalmannschaft. Bei der Weltmeisterschaft 1994 in Rom verloren die Russen gegen die Spanier, im Spiel um den dritten Platz bezwangen sie die Kroaten mit 14:13. Gorschkow warf insgesamt fünf Tore. 1995 belegten die Russen den sechsten Platz bei der Europameisterschaft in Wien. Im Jahr darauf bei den Olympischen Spielen 1996 in Atlanta unterlagen die Russen im Viertelfinale den Italienern und erreichten in der Platzierungsrunde den fünften Platz. Gorschkow erzielte insgesamt zwölf Treffer, davon allein vier im Vorrundenspiel gegen Jugoslawien (Serbien und Montenegro).
1998 erzielte Gorschkow bei der Weltmeisterschaft in Perth sieben Treffer. Die russische Mannschaft belegte den sechsten Platz. 2000 bei den Olympischen Spielen in Sydney schlugen die Russen die Mannschaft Spaniens im Halbfinale mit 8:7, wobei Gorschkow zwei seiner neun Turniertore in diesem Halbfinale warf. Das Finale gewannen die Ungarn mit 13:6.
2001 belegte Gorschkow mit der russischen Nationalmannschaft den fünften Platz bei den Europameisterschaften in Budapest. Bei den Weltmeisterschaften in Fukuoka unterlag die russische Mannschaft im Halbfinale mit 8:9 gegen Jugoslawien. Das Spiel um den dritten Platz gewannen die Russen mit 7:6 gegen Italien, in diesem Spiel traf Gorschkow zweimal. Bei den Olympischen Spielen 2004 in Athen erreichten die Russen wie 2000 das Halbfinale und unterlagen mit 5:7 gegen Ungarn. Im Spiel um den dritten Platz siegten die Russen mit 6:5 über die Mannschaft des Gastgebers Griechenland. Gorschkow erzielte während des Turniers noch einmal vier Treffer.